# Giuse Lê Đức Triệu
Giuse Lê Đức Triệu (1922 - 2007) là một linh mục công giáo người Việt, ông được biết đến nhiều với vai trò là một nhạc sĩ công giáo với bút hiệu là Hoài Đức. Ông nguyên là tổng thư ký thường trực Ủy ban Thánh nhạc toàn quốc, nguyên chủ tịch phong trào "Công lý hòa bình" Buôn Ma Thuột. Giám đốc Caritas giáo phận Buôn Ma Thuột.

## Tiểu sử
Giuse Lê Đức Triệu sinh ngày 01 tháng 07 năm 1922, tại xã Vỉ Nhuế, huyện Nghĩa Hưng, tỉnh Nam Định. Nay là xã Yên Đồng, huyện Ý Yên, tỉnh Nam Định, thuộc giáo xứ Vỉ Nhuế, giáo hạt Nam Định, tổng giáo phận Hà Nội.
Từ năm 1933 đến năm 1939: ông theo học tại Tiểu chủng viện Hoàng Nguyên, Hà Nội.
Từ năm 1945 đến năm 1953: ông học tại Đại chủng viện Xuân Bích, Hà Nội.
Năm 1959: Giuse Lê Đức Triệu được thụ phong linh mục tại nhà thờ Jeanne d’ Arc Ngã Sáu, Chợ Lớn.
Từ năm 1959 đến năm 1975: ông là giám luật, giáo sư âm nhạc, giáo sư tiếng Latinh. Ông dạy Toán, Lý, Hóa tại chủng viện Piô XII. Ông làm Giáo sư chủng viện Thừa sai Kontum. Quản lý Nhà Chung giáo phận Buôn Ma Thuột. Chủ tịch phong trào Công Lý Hòa Bình Buôn Ma Thuột. Giám đốc Caritas.
Từ năm 1967 đến năm 1968 Ông là tổng Thư ký thường trực của ủy ban Thánh nhạc.
Từ năm 1977 đến năm 1987: Ông tập trung cải tạo qua các trại: Mêvan, Tân Kỳ (Hà Tĩnh), Phú Sơn (Bắc Thái),Thanh Cẩm (Thanh Hóa).
Từ năm 1999: Ông lâm trọng bệnh, an dưỡng tại nhà hưu các linh mục gốc Hà Nội.
Linh mục Giuse Lê Đức Triệu qua đời: ngày 07 tháng 07 năm 2007.

## Sự nghiệp
Linh mục nhạc sĩ Hoài Đức, tức Cha cố Giuse Lê Đức Triệu, là một tên tuổi lớn trong nền Thánh Ca Việt Nam.. Ông được đánh giá là " một trong những tác giả viết những tác phẩm thánh ca mở đầu cho nền âm nhạc Công giáo Việt Nam" . Linh mục nhạc sĩ Phêrô Mai Tính (tức nhạc sĩ Mi Trầm), Trưởng ban Thánh nhạc giáo phận Nha Trang, đã viết về ông: 
| “ | Những bài hát do Hoài Đức sáng tác hầu như đã đi vào linh hồn người Công giáo Việt Nam. Có lẽ không một tín hữu người Việt nào ngay từ nhỏ lại không mấp máy trên môi hay chưa từng thưởng thức những bài thánh ca bất hủ như Cùng Đi Bêlem, Mùa Đông Năm Ấy, Dâng Mẹ, Cung Chúc Trinh Vương... đặc biệt là bản nhạc "Cao Cung Lên" - ca khúc đã đưa tên tuổi Hoài Đức lên tột đỉnh. Nếu bên Âu Mỹ có những ca khúc bất tử về Giáng Sinh như Silent Night, Jingle Bell thì Việt Nam những "Đêm Đông" của Hải Linh và "Cao Cung Lên" của Hoài Đức vẫn còn sống mãi trong lòng người. | ” |

Nhà thơ, MC Lê Đình Bảng- người có công sưu tầm, tìm hiểu Thánh ca Hoài Đức, trong bài phỏng vấn với nhạc sĩ Hoài Đức vào năm 1996 trên báo Công giáo và Dân tộc đã viết:
| “ | ... cũng như nhờ Hoài Đức, trong vai trò người tiền phong, mà ngày nay người Công giáo Việt Nam chúng ta mới có được một nền âm nhạc phong phú dùng trong phụng tự. . | ” |

### Tác phẩm
Quá trình sáng tác của nhạc sĩ Hoài Đức có thể chia làm ba giai đoạn:
- Những ca khúc ngẫu hứng: (viết từ năm 1945 đến năm 1949), dù mang tính ngẫu hứng nhưng có những bài ca rất giá trị, vượt thời gian, như bài: Thánh Tâm Giêsu Vua đất Việt, Thiếu nhi Công giáo Việt Nam, Cung chúc Trinh Vương, Đêm đông âm u... đặc biệt là nhạc phẩm Cao cung lên (Giáng Sinh 1945).
- Những ca khúc bài bản: (viết từ năm 1950 đến năm 1975), điệu nhạc giản dị, hướng hẳn về bình ca, lời ca lấy từ sách kinh nguyện, Thánh Kinh, Ca Vịnh. Những bài ca nổi tiếng: Bí tích nhiệm mầu, Ngắm mình Thánh Chúa, Thờ Lạy Chúa... và những ca khúc về Đức Mẹ.
- Những ca khúc thầm: (viết từ năm 1977 đến năm 1987) viết trong thời kỳ ông bị giam tù, sáng tác chuyển hẳn sang thể loại hợp xướng. Các bài: Cho Đến Bao Giờ (Ca Vịnh 12), Con Thức Trông Cậy Chúa (CV 62); Hỡi Toàn Cầu (Thánh Vịnh 99), Lạy Chúa Đừng Trách Mắng Con (TV 6); Nếu Chúa Không Ơn Lại (TV 123), Ngồi Bên Bờ Sông Babylon (TV 136)... Hầu hết những bài thánh ca hợp xướng sáng tác trong giai đoạn này chưa được phổ biến, còn xa lạ với giáo dân.[2]

Khi nói về những sáng tác của Hoài Đức, nhạc sĩ Duy Tân đã nói:
| “ | Hoài Đức có những tác phẩm trong đó có những dòng giai điệu như "điểm trúng huyệt đạo cảm xúc" của giáo dân, khiến nhiều người hát tưởng như từ chính lòng mình phát ra. Đó là đỉnh điểm của nghệ thuật sáng tác. | ” |

### Sáng tác Thánh nhạc
Tổng cộng trên 100 bài được in trong các tuyển tập "Cung Thánh" của nhạc đoàn Lê Bảo Tịnh (1945 – 1975).
Các bài hát nổi tiếng:

#### Thánh Tâm Giêsu, Vua đất Việt
Bài hát được sáng tác năm 1945, đây là tác phẩm đầu tiên của nhạc sĩ Hoài Đức.

#### Cao Cung Lên
Đây là bài hát được coi là một trong những bài Thánh ca Giáng sinh bất hủ ở Việt Nam,sáng tác năm 1946. Theo Lê Đình Bảng thì" "Cao Cung Lên là một hiện tượng, một trong những bản thánh ca Giáng Sinh được nhiều người biết, hát thuộc lòng và mến mộ nhất".

### Biên soạn về âm nhạc
- Biên soạn cuốn "Nhạc lý ca điệu G ré gorio", "Bình Ca".[3]
- Ông viết rất nhiều bài về Thánh nhạc Thánh ca trên nguyệt san Phụng Vụ.[3]

## Vinh danh

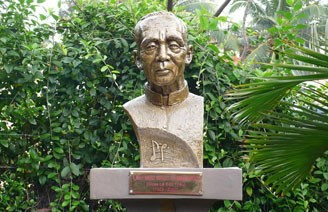
Tượng bán thân Linh mục Giuse Lê Đức Triệu nhạc sĩ Hoài Đức đặt tại khuôn viên tu viện "Anh Em Đức Mẹ Người Nghèo"

- Để ghi nhớ những đóng góp của Linh mục nhạc sĩ Hoài Đức, Ủy ban Thánh Nhạc của Hội đồng Giám mục Việt Nam và Nhạc Đoàn Lê bảo Tịnh đã tổ chức biểu diễn chương trình "Thánh ca Hoài Đức" vào ngày 08 tháng 07 năm 2010 tại Thánh đường Giáo xứ Đa Minh Ba Chuông.[6]
- Ngày 03 tháng 09 năm 2007, nhằm ghi nhớ công lao trong nền thánh nhạc Việt Nam của ông, một bức tượng bán thân của nhạc sĩ linh mục Hoài Đức do Nguyệt san "Thánh nhạc ngày nay " và các thân hữu của ông đã được đặt tại khuôn viên tu viện "Anh Em Đức Mẹ Người Nghèo"[liên kết hỏng] sau đó được chuyển tới " Vườn tượng nhạc sĩ công giáo Việt Nam " của tòa soạn Nguyệt san "Thánh nhạc ngày nay ". Bức tượng được khởi công ngày 14 tháng 08 năm 2007 ngay sau khi ông mất.[7]

## Ghi nhận
Trước năm 1975, linh mục Hoài Đức là một nhà hoạt động xã hội nổi tiếng, đảm trách chức vụ quản lý Toà tổng Giám mục Buôn Mê Thuột, nguyên giám đốc Caritas của giáo phận Buôn Mê Thuột – một tổ chức chuyên hoạt động xã hội trong lĩnh vực từ thiện, bác ái, đã đóng góp nhiều thành quả xã hội thiết thực cho người nghèo.
Ngày 08 tháng 09 năm 1970, chính quyền Việt Nam cộng hòa Sài Gòn (trước 1975) đại diện là Giám mục giáo phận Buôn Mê Thuột và đại tá tỉnh trưởng của Đắc Lắc đã trao tặng huy hiệu "Đệ Nhất Hạng Xã Hội Bội Tinh" cho nhạc sĩ Hoài Đức nhằm ghi nhận những đóng góp của ông cho xã hội lúc đó.